# جويل روت
جويل روت (بالإنجليزية: Joel Root)‏ هو كاتب أمريكي، ولد في 31 أغسطس 1770، وتوفي في 1847.